# Elbleinsmühle
Elbleinsmühle ist ein Wohnplatz der Gemeinde Aurach im Landkreis Ansbach (Mittelfranken, Bayern). Elbleinsmühle liegt in der Gemarkung Weinberg.

## Geographie
Die Einöde bestehend aus einem Wohngebäude mit eigener Hausnummerierung und fünf Nebengebäuden liegt an der Wieseth und am Seitzenbronner Bach, der im Ort als rechter Zufluss in die Wieseth mündet. Sie befindet sich inmitten einer flachhügeligen Ebene bestehend aus Grünland mit einzelnem Baumbestand und Ackerfläche. Ein Anliegerweg führt 50 Meter weiter südlich zu einer Gemeindeverbindungsstraße, die nach Windshofen (0,4 km westlich) bzw. nach Leuckersdorf verläuft (1 km östlich).

## Geschichte
Elbleinsmühle wurde 1680 erstmals urkundlich erwähnt.
Der Ort lag im Fraischbezirk des ansbachischen Oberamtes Feuchtwangen. Die Mahlmühle hatte das eichstättische Kastenamt Herrieden als Grundherrn. Unter der preußischen Verwaltung (1792–1806) des Fürstentums Ansbach erhielt die Elbleinsmühle bei der Vergabe der Hausnummern die Nr. 8 des Ortes Windshofen. Von 1797 bis 1808 unterstand der Ort dem Justiz- und Kammeramt Feuchtwangen.
Mit dem Gemeindeedikt (frühes 19. Jahrhundert) wurde Elbleinsmühle dem Steuerdistrikt und der Ruralgemeinde Weinberg zugeordnet. Nach 1882 wird Elbleinsmühle nicht mehr als Ortsteil geführt.

### Baudenkmal
- Sühnekreuz[9]

### Einwohnerentwicklung
| Jahr      | 001818 | 001836 | 001840 | 001861 | 001871 |
| Einwohner | 3      | 8      | 8      | *      | 4      |
| Häuser    | 1      | 1      | 1      |        |        |
| Quelle    | [ 11 ] | [ 12 ] | [ 13 ] | [ 14 ] | [ 15 ] |

## Religion
Der Ort ist römisch-katholisch geprägt und bis heute nach St. Peter und Paul (Aurach) gepfarrt. Die Einwohner evangelisch-lutherischer Konfession sind nach Feuchtwangen gepfarrt.